# ブレント・ブリスコー
ブレント・ブリスコー（Brent Briscoe,  1961年5月21日 - 2017年10月18日）は、アメリカ合衆国の俳優である。

## 来歴
1961年、ミズーリ州に生まれる。高校を卒業後はミズーリ大学コロンビア校に進学し、1985年あたりから舞台俳優としてキャリアをスタート。その後はロサンゼルスに活動の拠点を移し、映画やテレビドラマなどへ出演。1999年にはフランク・ダラボン監督の『グリーンマイル』の看守役で出演したほか、同監督でジム・キャリー主演のドラマ映画『マジェスティック』、クリストファー・ノーラン監督の『ダークナイト ライジング』などメジャー映画からインディーズ映画に至るまで様々なジャンルの映画に出演している。

### 死去
2017年10月18日、大きな転倒による内出血と心臓合併症のためカリフォルニア州の病院に入院していたが、2017年に死去した。56歳だった。

## 出演作品

### 映画
- Grey Knight (1993)
- スリング・ブレイド Sling Blade (1996)
- Uターン U Turn (1997)
- アナザー・デイ・イン・パラダイス Another Day in Paradise (1998)
- 赤い標的 THE BREAK UP Break Up (1998)
- シンプル・プラン A Simple Plan (1998)
- マルホランド・ドライブ Mulholland Dr. (1998) ※パイロット版
- クアドロフォニア　-多重人格殺人- The Minus Man (1999)
- クレイジー・イン・アラバマ Crazy in Alabama (1999)
- グリーンマイル Green Mile (1999)
- マン・オン・ザ・ムーン Man on the Moon (1999)
- Beautiful (2000)
- ダブル・テイク Double Take (2001)
- ドリヴン Driven (2001)
- ギリーは首ったけ Say It Isn't So (2001)
- マルホランド・ドライブ Mulholland Dr. (2001)
- マジェスティック The Majestic (2001)
- It's All About You (2002)
- Waking Up in Reno (2002)
- Journey of Redemption (2002)
- The Big Empty (2003)
- スパイダーマン2 Spider-Man 2 (2004)
- ブレイキング・コップス Good Cop, Bad Cop (2006)
- Fist in the Eye (2006)
- ゴースト・ハウス The Messengers (2007)
- 告発のとき In the Valley of Elah (2007)
- Mr.ウッドコック -史上最悪の体育教師- Mr. Woodcock (2007)
- Home of the Giants (2007)
- Randy and the Mob (2007)
- ナショナル・トレジャー リンカーン暗殺者の日記 National Treasure: Book of Secrets (2007)
- Crazy (2008)
- Black Crescent Moon (2008)
- イエスマン “YES”は人生のパスワード Yes Man (2008)
- The Smell of Success (2009)
- ザ・グラインド The Grind (2009)
- シンディにおまかせ Extract (2009)
- キラー・インサイド・ミー The Killer Inside Me (2010)
- ブラッドワース家の人々 Provinces of Night (2010)
- スモールタウン・マーダーソングス Small Town Saturday Night (2010)
- カリフォルニア・ガール ～禁じられた10代～ Dirty Girl (2010)
- Jayne Mansfield's Car (2012)
- ダークナイト ライジング The Dark Knight Rises (2012)
- Born Wild (2012)
- Dark Canyon (2012)
- ビニース Beneath (2013)
- ゾンビーバー Zombeavers (2014)
- Atlas Shrugged: Part III (2014)
- ドリスの恋愛妄想適齢期 Hello, My Name Is Frank (2014)
- デッド・オア・ラン Term Life (2016)

### テレビドラマ
- Knots Landing (1991)
- Evening Shade (1990 - 1991)
- Hearts Afire (1992)
- Tracey Takes On... (1998)
- Maximum Bob (1998)
- ER緊急救命室 ER (1999)
- Chicken Soup for the Soul (1999)
- Gideon's Crossing (2001)
- デッドウッド 〜銃とSEXとワイルドタウン Deadwood (2004)
- CSI:科学捜査班 CSI: Crime Scene Investigation (2004, 2010)
- 24 -TWENTY FOUR- 24 (2005)
- 犯罪捜査官ネイビーファイル JAG (2005)
- NUMBERS 天才数学者の事件ファイル Numb3rs (2005)
- Dr.HOUSE House M.D. (2005)
- グレイズ・アナトミー 恋の解剖学 Grey's Anatomy (2005)
- BONES Bones (2006)
- Thief (2006)
- ミディアム 霊能者アリソン・デュボア Medium (2009)
- デスパレートな妻たち Desperate Housewives (2010)
- The Defenders (2010)
- ステイ・フレンズ Friends with Benefits (2011)
- パークス・アンド・レクリエーション Parks and Recreation (2011, 2013, 2015)
- NCIS:LA 〜極秘潜入捜査班 NCIS: Los Angeles (2012)
- Hell on Wheels (2013, 2014)
- スキャンダル 託された秘密 Scandal (2014)
- Perception (2014)
- JUSTIFIED 俺の正義 Justified (2015)
- 弁護士ビリー・マクブライド  Goliath (2016)
- NCIS 〜ネイビー犯罪捜査班 NCIS: Naval Criminal Investigative Service (2017)
- ブルックリン・ナイン-ナイン Brooklyn Nine-Nine (2017)
- ツイン・ピークス Twin Peaks (2017)